# Palabras del capitán cobarde
Palabras del capitán cobarde es el cuarto álbum de estudio publicado por el músico sevillano Capitán Cobarde, también conocido como Albertucho.
Fue lanzado al mercado en abril de 2010 por la discográfica El Volcán Música y producido por Juan de Dios Martín.
Contó con las colaboracopnes de entre otros de Ricardo Moreno de Los Ronaldos, Alejandro Pelayo de Marlango, Xoel López y de Diego "El Ratón" Pozo y Marcos del Ojo "El Canijo de Los Delinqüentes.

## Lista de canciones
1. Capitán cobarde
2. A ver si me da por pensar
3. La primavera
4. Hoy llueve
5. Paraísos
6. Después
7. Ojos de ceniza
8. Dentadura de algodón
9. Una niña
10. Purita dinamita
11. El cuento del que no limpia el fregadero
12. Enganchao
13. Ojos de ceniza (bonus track)